# 13954 Борн
13954 Борн (13954 Born) — астероїд головного поясу, відкритий 13 жовтня 1990 року.
Тіссеранів параметр щодо Юпітера — 3,390.